# STS-131
|  | Denne artikel handler om en mission i rumfærge-programmet. For informationer om programmet se rumfærge-programmet. |
STS-131 (Space Transportation System-131) er rumfærgen Discoverys 38. rummission. Den blev opsendt den 5. april 2010 klokken 12:21 dansk sommertid (6:21 am EDT). Discovery landede tirsdag d. 20. april klokken 15:08 (9:08 am EDT) på Kennedy Space Center i Florida.
Missionen medbragte forsyninger til Den Internationale Rumstation (ISS) med Multi-Purpose Logistics Module (MPLM) containeren Leonardo.

## Besætning
- Alan Poindexter (kaptajn)
- James Dutton (pilot) – første flyvning.
- Richard Mastracchio (1. missionsspecialist)
- Dorothy Metcalf-Lindenburger (2. missionsspecialist) – første flyvning.
- Clayton Anderson (3. missionsspecialist)
- Stephanie Wilson (4. missionsspecialist)
- Naoko Yamazaki (5. missionsspecialist) (JAXA) – første flyvning.

## Missionen
Discovery blev opsendt den 5. april 2010 klokken 6:21 am EDT fra Kennedy Space Center i Florida  .
Rumfærgens parabolantenne (og Ku-båndsantenne), der normalt sættes op så snart rumfærgen har åbnet til lastrummet i kredsløb, kom ikke til at fungere. Antennen er en del af TDRS-systemet, der er et netværk af kommunikationssatellitter, som NASA benytter til kommunikation med bl.a. rumfærgerne. NASA benyttede andre metoder til at overføre de data-mængder der plejer at blive transmitteret med parabolen, men dataoverførslerne tog længere tid . Højopløsningsbillederne af varmeskjoldet blev uploadet med rumstationens højhastighedsantenner. Parabolantennen skulle også anvendes af et radarsystem til at måle afstanden til ISS, men besætningen brugte optiske metoder.
NASA meddelte at en enkelt kakkel ved sideroret muligvis var faldet af rumfærgen under opsendelsen. Hændelsen blev ikke regnet for at kunne gøre skade ved indflyvningen i Jordens atmosfære, når rumfærgen vendte tilbage.
Efter rumfærgens sammenkobling med rumstationen var der for første gang 4 kvinder om bord på rumstationen samtidig .
Tre rumvandringer blev fuldført af Rick Mastracchio og Clayton Anderson, men ikke uden problemer. Astronauterne havde problemer med at få bolte og skruer ind i deres huller  .
Der var også problemer med at få sat Leonardo tilbage i rumfærgens lastrum
.
- EVA 1
- EVA 2
- EVA 3

### Tidsplan
1. dag – Opsendelse fra KSC. 
2. dag – Undersøgelse af varmeskjold. 
3. dag – Ankomst og sammenkobling rumfærge/rumstation. 
4. dag – Leonardo kobles til Harmony. 
5. dag – Første rumvandring: Mastracchio og Anderson. 
6. dag – Overførsel af fragt. Hvis der var behov for yderligere undersøgelse af varmeskjoldet udførtes dette. 
7. dag – Anden rumvandring: Mastracchio og Anderson. 
8. dag – Hviledag og overførsel af fragt. 
9. dag – Tredje rumvandring: Mastracchio og Anderson. 
10. dag – Hviledag, overførsel af fragt og mediekonferencer. 
11. dag – Leonardo frakobles Harmony og sættes tilbage i rumfærgens lastrum. 
12. dag – Frakobling. 
13. dag – Forberedelse til landing. 
14. dag – Aflyst landing pga. dårligt vejr 
15. dag – Landing KSC. 

## Nyttelast
Multi-Purpose Logistics Module (MPLM) Leonardo
Leonardo-containeren er missionens primære last.
Lightweight Multi-Purpose Equipment Support Structure Carrier (LMC)
LMC'en indeholder en ammoniaktank (ATA) og skal opbevare andre genstande på hjemturen.
TriDAR
Et instrument til bl.a. sammenkobling af rumfartøjer.
Minus Eighty-Degree Laboratory Freezer (MELFI)
Fryser til langtids opbevaring af forsøg på rumstationen, da visse forsøg først kan analyseres på Jorden bliver de frosset ned. Fryseren kan nå temperaturer ned til -80 °C
Eksperimenter mm.
Detailed Test Objectives (DTOs), DTO 854 Boundary Layer Transition (BLT) Flight Experiment, DTO 701A TriDar Sensor (Triangulation and LIDAR Automated Rendezvous and Docking), DTO 703 Sensor Test for Orion Relative Navigation Risk Mitigation (STORRM), DSO 640 Physiological Factors, GLACIER, MERLIN, Mouse Immunology, Space Tissue Loss, NLP-Vaccine-8, BRIC-16, APEX Cambium, ESA ECCO med WAICO2, JAXA 2D Nano Template, JAXA Myo Lab, JAXA Neuro Rad og Sleep.
- Leonardo (MPLM) container før afgang.
- Leonardo indeni.

Hovedartikler: